# 12742 Delisle
A 12742 Delisle (ideiglenes jelöléssel 1992 OF1) a Naprendszer kisbolygóövében található aszteroida. Eric Walter Elst fedezte fel 1992. július 26-án.